# Pedro Rodríguez Sanjurjo
Pedro Rodríguez Sanjurjo, é um ex-ciclista basco, profissional, unicamente, no ano de 1971.
Apesar de sua breve passagem pelo campo profissional do ciclismo, é digno de destaque no campeonato da Espanha de ciclo-cross.

## Conquistas

### 1971
- 2º lugar: Campeonato de Espanha de ciclocross

## Equipes em sua carreira
- Independiente (1971)